# Mojmír Hampl
Mojmír Hampl (* 13. března 1975 Zlín) je český ekonom a spisovatel, od roku 2022 předseda Národní rozpočtové rady. V letech 2019 až 2021 působil ve společnosti KPMG Česká republika jako ředitel služeb pro finanční sektor. Předtím, od roku 2006 do roku 2018, byl členem bankovní rady České národní banky, kde mezi lety 2008 až 2018 zastával funkci viceguvernéra. Byl spoluzakladatelem a členem správní rady Institutu pro ekonomické vzdělávání INEV.

## Životopis
Studoval na Národohospodářské fakultě VŠE v Praze, zde pokračoval i v doktorském studiu, které ukončil v roce 2004. Zároveň studoval i v postgraduálním programu University of Surrey ve Velké Británii, kde získal titul Master of Science. Následně absolvoval řadu dalších kurzů a školení v oblasti hospodářské politiky a ekonomické teorie.
V České národní bance působil od roku 1998 jako analytik, v letech 2002–2004 pracoval v České spořitelně v oblasti výzkumu finančních trhů ve Východní Evropě. V téže době působil také jako externí poradce ministra financí ČR v expertní skupině připravující návrh reformy veřejných financí. V letech 2004–2006 byl členem představenstva a vrchním ředitelem České konsolidační agentury.
Členem bankovní rady ČNB se stal od 1. prosince 2006, od 1. března 2008 působil jako viceguvernér ČNB. V roce 2012 byl jmenován prezidentem Václavem Klausem na druhé šestileté období. Mandát mu vypršel k 30. listopadu 2018.
Od roku 2019 do roku 2021 působil ve společnosti KPMG Česká republika, kde na pozici ředitele vedl služby pro finanční sektor.
V prosinci 2021 byl Poslaneckou sněmovnou PČR zvolen do Národní rozpočtové rady, a to na návrh Senátu na šestileté funkční období. V červnu 2022 rozhodla vláda ČR o tom, že se Mojmír Hampl stane novým předsedou Národní rozpočtové rady po odstupující Evě Zamrazilové.
Je členem Akademické rady Vysoké školy Škoda Auto v Mladé Boleslavi, Vědecké rady Ekonomicko-správní fakulty Masarykovy univerzity v Brně a členem Vědecké rady Fakulty managementu a ekonomiky Univerzity Tomáše Bati ve Zlíně. Byl také členem Vědecké rady Fakulty sociálně ekonomické Univerzity J. E. Purkyně v Ústí n. Labem a členem redakční rady časopisu Dvacáté století – The Twentieth Century. Pravidelně přednáší na vysokých školách.
V roce 1999 získal v soutěži České společnosti ekonomické titul Mladý ekonom roku. Publikoval více než sto padesát populárních a odborných článků a studií se zaměřením na metodologii ekonomické vědy, teorii veřejné volby, měnovou politiku, ekonomickou teorii přírodních zdrojů a obecnou ekonomickou teorii.
Napsal tři populárně-naučné knihy: Vyčerpání zdrojů – skvěle prodejný mýtus (2004, reedice 2018), Pro Čechy je nebe nízko (2019) a Globalizace u konce s dechem (2025).
Je jedním ze zakladatelů občanské iniciativy KoroNERV-20, která reagovala na ekonomické a sociální dopady krize související s pandemií nemoci covid-19.
Je ženatý a má dvě děti.